# پالس، خیبر پختونخوا
پالس (به انگلیسی: Palas) یک منطقهٔ مسکونی در پاکستان است که در خیبر پختونخوا واقع شده‌است.